# Trycherus cantaloubei
Trycherus cantaloubei is een keversoort uit de familie zwamkevers (Endomychidae). De wetenschappelijke naam van de soort werd in 1959 gepubliceerd door André Villiers.